# La Belle Alliance Cemetery
La Belle Alliance Cemetery is een Britse militaire begraafplaats met gesneuvelden uit de Eerste Wereldoorlog, gelegen op het grondgebied van het Belgische dorp Boezinge, een deelgemeente van Ieper. De begraafplaats ligt in een veld, 3,5 km ten zuidoosten van het dorpscentrum van Boezinge en is bereikbaar via een 50 m lang pad. Ze werd ontworpen door John Truelove. Het terrein heeft een onregelmatig grondplan met een oppervlakte van 350 m² en is omgeven door een bakstenen muur. Het Cross of Sacrifice staat centraal opgesteld. De begraafplaats wordt onderhouden door de Commonwealth War Graves Commission.
Er liggen 60 doden, waaronder 10 niet geïdentificeerde, begraven.

## Geschiedenis
La Belle Alliance Cemetery werd aangelegd nabij de gelijknamige hoeve, die als medische hulppost was ingericht en die na de oorlog niet meer werd heropgebouwd. De eerste gesneuvelden werden in februari en maart 1916 begraven door het 10de en 11de bataljon van het King's Royal Rifle Corps. In juli en augustus 1917, tijdens de Derde Slag om Ieper, werd de begraafplaats opnieuw gebruikt. Er worden 60 Britten herdacht waarvan er 10 niet geïdentificeerd zijn. Eén grafsteen (rij D) vermeldt dat er "several soldiers" liggen van het South Staffordshire Regiment. Volgens het CWGC-register (dat zich in het vlakbijgelegen Divisional Collecting Post Cemetery and Extension bevindt) gaat het om acht gesneuvelden.

## Onderscheiden militair
- W. Fowkes, korporaal bij Sherwood Foresters (Notts and Derby Regiment) ontving de Military Medal (MM).

In 2009 werd de begraafplaats beschermd als monument.